# Nassef Chourak
Nassef Chourak (Woerden, 21 juli 2004) is een Nederlands-Marokkaans voetballer die doorgaans speelt als middenvelder. Hij speelt sinds 2018 voor Ajax, uitkomend voor het belofteteam.

## Clubcarrière
Chourak doorliep de jeugdopleidingen van Sparta Rotterdam, Alexandria '66, ADO Den Haag en Ajax. In augustus 2023 kreeg hij zijn eerste contract aangeboden, en korte tijd later maakte hij zijn debuut in het betaalde voetbal op 25 augustus 2023 tegen SC Cambuur, waar 4-2 werd verloren. Chourak viel in de 23e minuut in voor Skye Vink, die geblesseerd het veld moest verlaten. Sindsdien speelt hij bijna elke wedstrijd van Jong Ajax. Zijn eerste doelpunt voor het belofte-elftal maakte hij op 27 oktober 2023, in een 2-1 verloren wedstrijd tegen Roda JC.

## Statistieken
| Seizoen | Club      | Competitie     | Competitie | Competitie | Beker | Beker | Overig | Overig | Totaal | Totaal |
| Seizoen | Club      | Competitie     | Wed.       | Dlp.       | Wed.  | Dlp.  | Dlp.   | Dlp.   | Wed.   | Dlp.   |
| ------- | --------- | -------------- | ---------- | ---------- | ----- | ----- | ------ | ------ | ------ | ------ |
| 2023/24 | Jong Ajax | Eerste divisie | 33         | 4          | –     | –     | –      | –      | 33     | 4      |
| 2024/25 | Jong Ajax | Eerste divisie | 21         | 2          | –     | –     | –      | –      | 21     | 2      |
| Totaal  | Totaal    | Totaal         | 54         | 6          | –     | –     | –      | –      | 54     | 6      |

Bijgewerkt op 17 maart 2025.